# Misamis Occidental

Prowincja Misamis Occidental na mapie Filipin

Misamis Occidental – prowincja na Filipinach w regionie Mindanao Północne, położona w zachodniej części wyspy Mindanao.
Od północy i wschodu granicę wyznacza Morze Bohol, od południa prowincja Zamboanga del Sur, od zachodu prowincja Zamboanga del Norte. Powierzchnia: 2055,2 km². Liczba ludności: 531 680 mieszkańców (2007). Gęstość zaludnienia wynosi 258,7 mieszk./km². Stolicą prowincji jest Oroquieta.